# El Cóndor
Pour les articles homonymes, voir El Condor (homonymie).
Ne doit pas être confondu avec le volcan El Jote, surnommé « El Condor », dans le champ volcanique d'Antofagasta.
El Cóndor ou Cerro El Cóndor est un stratovolcan actif d'Argentine. Il est situé dans la cordillère Occidentale des Andes, dans la province de Catamarca, à peu de distance de la frontière chilienne.

## Géographie
Il se trouve à une bonne vingtaine de kilomètres au nord du Falso Azufre et à une distance équivalente à l'ouest du Peinado. À vingt kilomètres au nord-ouest sur la frontière chilienne, se trouve l'important massif volcanique de la sierra Nevada accompagné plus à l'est du Cumbre del Laudo, actif, mais en sommeil actuellement.

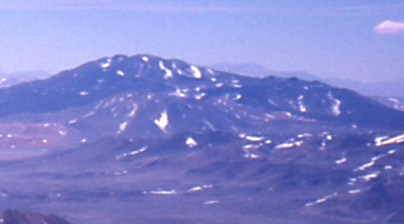
Vue du El Cóndor depuis le nord.